# Isla de Maipo
Isla de Maipo est une commune du Chili située dans la Province de Talagante, elle-même située dans la * Région métropolitaine de Santiago.

## Géographie

### Situation
Isla de Maipo se trouve dans la Vallée centrale du Chili à environ 40 km au sud-ouest de la capitale Santiago et à environ 12 km de la capitale provinciale Talagante. Le territoire est dans une boucle du rio Maipo qui permet d'irriguer les cultures.

### Démographie
En 2012, sa population s'élevait à 33 723 habitants. La superficie de la commune est de 189 km2 (densité de 178 hab./km2).

## Économie
Isla de Maipo est une commune dont l'activité est centrée sur l'agriculture dont essentiellement la viticulture et les fruits adaptés à son climat méditerranéen tels que le citron, l'avocat et les pommes. Les crus locaux portent les noms de De Martino (Santa Inés), Canepa, Viña Tarapacá, Santa Ema et Terramater.

Position de Isla de Maipo (en rouge) au sein de l'agglomération de la Région métropolitaine de Santiago.